# Vista Alegre, Veracruz
Vista Alegre är en ort i Mexiko.   Den ligger i kommunen Ixhuatlán de Madero och delstaten Veracruz, i den sydöstra delen av landet, 180 km nordost om huvudstaden Mexico City. Vista Alegre ligger 164 meter över havet och antalet invånare är 362.
Terrängen runt Vista Alegre är kuperad åt sydväst, men åt nordost är den platt. Runt Vista Alegre är det ganska tätbefolkat, med 96 invånare per kvadratkilometer. Närmaste större samhälle är La Ceiba, 13,7 km öster om Vista Alegre. Omgivningarna runt Vista Alegre är en mosaik av jordbruksmark och naturlig växtlighet.